# استانداری سیستان و بلوچستان
استانداری سیستان و بلوچستان یک نهاد مرتبط سازمان امور اداری کشور و نمایندهٔ دولت جمهوری اسلامی ایران در استان سیستان و بلوچستان است که در شهر زاهدان واقع شده است.

## پیشینه

#### فرمانداری کل بلوچستان
در سال ۱۳۲۶ با تصویب هیئت وزیران، برای اولین بار «فرمانداری کل بلوچستان» به مرکزیت زاهدان ایجاد شد که تحت نظر یک نفر مأمور عالی‌رتبه بنام فرماندار کل که هم‌ردیف با استاندار بود اداره می‌شد و متشکل از ۳ فرمانداری تابعه با نام‌های فرمانداری سراوان، ایرانشهر و چابهار بود. همچنین در ۳۱ مرداد ۱۳۲۶ مصوبه ۲ تغییر کرد و شهرستان زابل به حوزه فرمانداری کل بلوچستان پیوست.فرمانداری کل بلوچستان تا سال ۱۳۳۶ به قوت خود باقی ماند.

#### استان بلوچستان و سیستان
در سال ۱۳۳۶ هیئت وزیران تصمیم تبدیل فرمانداری کل بلوچستان به استان گرفته شد که پایه‌گذاری استان کنونی سیستان و بلوچستان با نام «استان بلوچستان و سیستان» اتفاق افتاد و تا اواخر دوره پهلوی یا اوایل دوره جمهوری اسلامی باقی ماند. در اواخر دوره پهلوی یا اوایل دوره جمهوری اسلامی نام استان از «استان بلوچستان و سیستان» به «استان سیستان و بلوچستان» تغییر یافت.

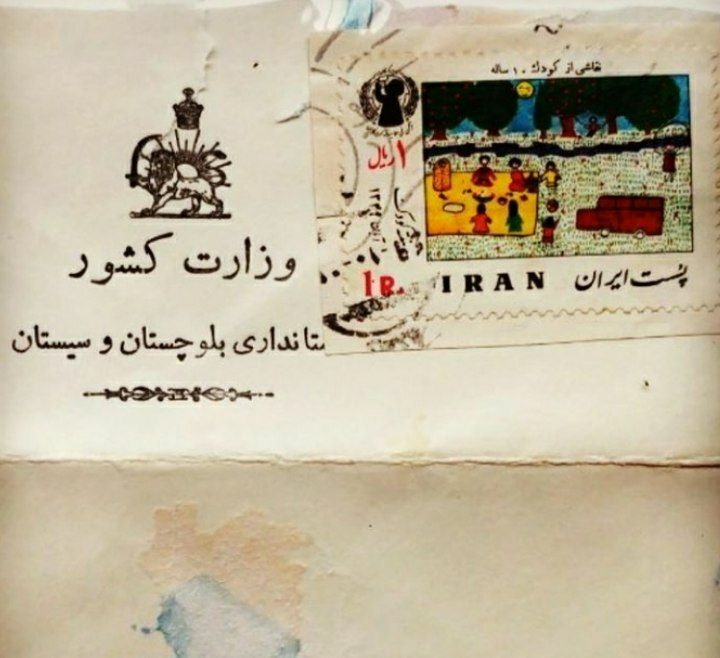
نامه وزارت کشور به استانداری بلوچستان و سیستان در دوره پهلوی دوم نام این استان در اوایل دوره جمهوری اسلامی به سیستان و بلوچستان تبدیل شد.

## مدیریت
استان سیستان و بلوچستان دارای ۲۶ فرمانداری و ۶۷ بخشداری می‌باشد. در سال ۱۳۸۶ فرمانداری‌های زابل و ایرانشهر و در سال ۱۳۹۲ فرمانداری چابهار به فرمانداری ویژه ارتقا یافتند.

### فرمانداری‌ها
- فرمانداری ایرانشهر
- فرمانداری بمپور
- فرمانداری تفتان
- فرمانداری چابهار
- فرمانداری خاش
- فرمانداری دشتیاری
- فرمانداری دلگان
- فرمانداری راسک
- فرمانداری زابل
- فرمانداری زاهدان
- فرمانداری زرآباد
- فرمانداری زهک
- فرمانداری سراوان
- فرمانداری سرباز
- فرمانداری سیب و سوران
- فرمانداری فنوج
- فرمانداری قصرقند
- فرمانداری کنارک
- فرمانداری گلشن
- فرمانداری لاشار
- فرمانداری مهرستان
- فرمانداری میرجاوه
- فرمانداری نیک‌شهر
- فرمانداری نیمروز
- فرمانداری هامون
- فرمانداری هیرمند

### ساختار داخلی
- حوزه استاندار
  - دفتر استاندار
  - اداره‌کل روابط عمومی
  - اداره‌کل حراست
  - دفتر مدیریت عملکرد، بازرسی و امور حقوقی
  - هسته گزینش
  - دفتر امور بانوان و خانواده
- معاونت سیاسی و اجتماعی
  - دفتر معاونت سیاسی و اجتماعی
  - دفتر امور سیاسی، انتخابات و تقسیمات کشوری
  - دفتر امور اجتماعی و فرهنگی
- معاونت امنیتی و انتظامی
  - دفتر معاونت امنیتی و انتظامی
  - دفتر امور امنیتی و انتظامی
  - دفتر امور اتباع و مهاجرین خارجی
  - اداره‌کل پدافند غیرعامل
- معاونت هماهنگی امور عمرانی
  - دفتر معاونت هماهنگی امور عمرانی
  - دفتر فنی، امور عمرانی و حمل‌ونقل و ترافیک
  - دفتر امور شهری و شوراها
  - دفتر امور روستایی و شوراها
  - اداره‌کل مدیریت بحران
- معاونت هماهنگی امور اقتصادی
  - دفتر معاونت هماهنگی امور اقتصادی
  - دفتر هماهنگی امور سرمایه‌گذاری و اشتغال
  - دفتر هماهنگی امور اقتصادی
  - مدیریت بازارچه‌های مرزی استان
- معاونت توسعه مدیریت و منابع
  - دفتر معاونت توسعه مدیریت و منابع
  - دفتر برنامه‌ریزی، بودجه و تحول اداری
  - دفتر فناوری اطلاعات، شبکه دولت و فضای مجازی
  - اداره‌کل امور اداری و مالی[۱۴]

## بودجه
درآمد عمومی استان سیستان و بلوچستان در سال ۱۳۹۹، ۸۵۹ میلیارد تومان و هزینه‌های استانی ۵۶۹۱ میلیارد تومان بوده است. همچنین در این سال استان سیستان و بلوچستان ۳٫۸ درصد بودجه کشور را به خود اختصاص داد.